# L'Île-Saint-Denis
L'Île-Saint-Denis (franskt uttal: [lil sɛ̃ d(ə)ni]
 ( lyssna)) är en kommun i departementet Seine-Saint-Denis i regionen Île-de-France i norra Frankrike. Kommunen ligger i kantonen Saint-Ouen-sur-Seine som tillhör arrondissementet Saint-Denis. År 2022 hade L'Île-Saint-Denis 8 682 invånare.

## Befolkningsutveckling
| Befolkningsutvecklingen i L'Île-Saint-Denis 1968–2021 | Befolkningsutvecklingen i L'Île-Saint-Denis 1968–2021 | Befolkningsutvecklingen i L'Île-Saint-Denis 1968–2021 | Befolkningsutvecklingen i L'Île-Saint-Denis 1968–2021 | Befolkningsutvecklingen i L'Île-Saint-Denis 1968–2021 |
| ----------------------------------------------------- | ----------------------------------------------------- | ----------------------------------------------------- | ----------------------------------------------------- | ----------------------------------------------------- |
|                                                       |                                                       |                                                       |                                                       |                                                       |
| År                                                    |                                                       |                                                       | Folkmängd                                             |                                                       |
| 1968                                                  | 1968                                                  |                                                       | 5 522                                                 |                                                       |
| 1975                                                  | 1975                                                  |                                                       | 7 004                                                 |                                                       |
| 1982                                                  | 1982                                                  |                                                       | 7 435                                                 |                                                       |
| 1990                                                  | 1990                                                  |                                                       | 7 413                                                 |                                                       |
| 1999                                                  | 1999                                                  |                                                       | 6 810                                                 |                                                       |
| 2007                                                  | 2007                                                  |                                                       | 7 083                                                 |                                                       |
| 2015                                                  | 2015                                                  |                                                       | 7 539                                                 |                                                       |
| 2021                                                  | 2021                                                  |                                                       | 8 664                                                 |                                                       |